# Quantité maximale théorique d'eau effectivement disponible
La quantité maximale théorique d'eau effectivement disponible (En anglais, Total actual renewable freshwater resources - TARWR) est un indicateur de l'Organisation des Nations unies pour l'alimentation et l'agriculture qui exprime la ressource en eau renouvelable totale annualisée, soit le volume théorique annuel maximal de ressources en eau disponibles pour un pays donné.
En termes plus spécifiques, TARWR est:
La somme:
- des ressources en eau externes entrant dans le pays (Eaux transfrontalières);
- des eaux de ruissellement (Surface water runoff – SWAR) générées dans le pays;
- des recharge des aquifères (Ground water recharge – GAR) dans le pays.

Moins:
- Le volume dans le pays des ressources totale partagées efficacement à mesure qu'il interagit et circule dans les systèmes d'eau souterraine et de surface. Ne pas soustraire ce volume entraînerait son comptage double. La FAO se réfère à lui comme "Overlap" (Chevauchement) et,
- Le volume qui circule vers les pays en aval sur la base d’accords ou de traités formels ou informels.

Le TARWR de la France était en 2005 de 204 km3/an.